# MLLT10
MLLT10‏ (MLLT10, histone lysine methyltransferase DOT1L cofactor) هوَ بروتين يُشَفر بواسطة جين MLLT10 في الإنسان.